# Lanzacohetes Mattress
Mattress era el nombre de los lanzacohetes múltiples británicos empleados durante la Segunda Guerra Mundial. En comparación a los avances alemanes y soviéticos en este campo (el Nebelwerfer y el Katiusha respectivamente), los Aliados desplegaron estas armas durante las últimas etapas de la guerra. Sin embargo, resultaron útiles como apoyo artillero durante el cruce de los ríos Rin y Escalda. 

## Sea Mattress
El primer lanzacohetes múltiple desarrollado por los británicos, fue diseñado para emplearse a bordo de buques de guerra y lanchones de desembarco, lanzado sus cohetes para apoyar a las tropas durante un desembarco. Los cohetes eran propulsados por varillas de cordita de 127 mm de largo y el lanzacohetes, llamado "lanzador de colchón" (mattress projector), podía lanzar una andanada de 16 a 30 cohetes a 2.700 m de distancia en 45 segundos. También era llamado stickleback.
Para los desembarcos, se diseñó el LTC (R). Cada uno de estos lanchones transportaba más de 1.000 cohetes, destinados a ser lanzados en masa contra los blancos en la playa a tomar por asalto y saturar las posiciones del enemigo. Fueron empleados en Italia y Normandía.  

## Land Mattress
El Land Mattres era un lanzacohetes múltiple terrestre, llamado así por su contraparte naval. Fue desarrollado por el Teniente coronel Michael Wardell del Ejército británico en 1944. Basado en los cohetes antiaéreos Z, fue probado en el verano de 1944 y entró en combate con tropas británicas y canadienses, con resultados mixtos. El cohete del Land Mattress estaba basado en el cuerpo de 76 mm de diámetro del RP-3, o "cohete de 60 libras" empleado como arma aire-tierra, montando un obús naval de 127 mm. Su lanzador tenía 16 o 30 tubos, estando montado sobre un remolque con dos ruedas. Su alcance máximo era de 7.300 m. Los cohetes eran lanzados con una cadencia de cuatro por segundo. Durante el cruce del Escalda, se lanzaron más de mil cohetes en seis horas.